# Raluca Ioniţă
Raluca Andreea Ioniţă (Ploieşti, 9 giugno 1976) è un'ex canoista romena. Vinse la medaglia di bronzo di Giochi olimpici di Sydney 2000 nel K-4 500 metri, composto da lei, Mariana Limbău, Elena Radu e Sanda Toma.

## Palmarès
- Giochi olimpici

Sydney 2000: bronzo nel K-4 500 m